# Brachystegia eurycoma
Brachystegia eurycoma  es una especie de árbol perteneciente a la familia de las fabáceas. Es originario de África. Forma una parte importante de los bosques de miombo. Esta  especie  se encuentra en África tropical.

## Descripción
Es un árbol que alcanza un tamaño de 37 m de altura, con una gran corona plana y vagos contrafuertes; tronco irregular, por lo general de ramificación muy baja, de 8 m de circunferencia; como grandes ramas ampliamente retorcidas.

## Ecología
Es una especie común en los bancos de arroyos, bosque abierto, bosque alto; a menudo con Strombosia santolinoides; a una altitud de 500-1150 metros.

## Distribución
Se distribuye por Camerún y Nigeria.

## Taxonomía
Brachystegia eurycoma fue descrita por Hermann Harms y publicado en Botanische Jahrbücher für Systematik, Pflanzengeschichte und Pflanzengeographie 49: 424. 1913.